# Hyposoter nefastus
Hyposoter nefastus är en stekelart som först beskrevs av Cresson 1874.  Hyposoter nefastus ingår i släktet Hyposoter och familjen brokparasitsteklar. Inga underarter finns listade i Catalogue of Life.